# Progomphus kimminsi
Progomphus kimminsi är en trollsländeart som beskrevs av Belle 1973. Progomphus kimminsi ingår i släktet Progomphus och familjen flodtrollsländor. IUCN kategoriserar arten globalt som nära hotad. Inga underarter finns listade i Catalogue of Life.